# Nemotelus maculatus
Nemotelus maculatus är en tvåvingeart som beskrevs av Kertesz 1914. Nemotelus maculatus ingår i släktet Nemotelus och familjen vapenflugor. Inga underarter finns listade i Catalogue of Life.